# Gyrolaba oculata
Gyrolaba oculata là một loài tò vò trong họ Ichneumonidae.